# گروه سرمایه‌گذاری شانگهای
گروه سرمایه‌گذاری شانگهای (انگلیسی: Shanghai Investment Group) شرکت املاک و مستغلات چینی است، که در سال ۱۹۹۲ توسط شهرداری شانگهای تأسیس شد.